# Fernaldia speciosissima
Fernaldia speciosissima är en oleanderväxtart som beskrevs av R. E. Woodson. Fernaldia speciosissima ingår i släktet Fernaldia och familjen oleanderväxter. Inga underarter finns listade i Catalogue of Life.